# Flugplatz Cottbus-Drewitz

i7
i11
i13
Der Flugplatz Cottbus-Drewitz (IATA-Code: CBU, ICAO-Code: EDCD) war ein deutscher Verkehrslandeplatz etwa 20 km nordöstlich von Cottbus. Der ehemalige Militärflugplatz war, neben dem Flugplatz Neuhausen und dem Flugplatz Welzow, einer von drei Verkehrslandeplätzen im Landkreis Spree-Neiße.
Der Flugplatz war dauerhaft für Flugzeuge bis 20 Tonnen (Jets) beziehungsweise 30 Tonnen (Propellermaschinen) zugelassen. Außerordentlich konnten auch wesentlich größere Flugzeuge den Verkehrslandeplatz ansteuern.
Er erstreckte sich auf Flächen im Süden der Gemarkung Drewitz und im Norden der Gemarkung Jänschwalde, Ortsteilen der Gemeinde Jänschwalde, südlich des Naturpark Schlaubetal.

## Anbindung
Der ehemalige Flugplatz ist mit der Bahn über den Bahnhof Jänschwalde-Ost mit der Linie RE 43 auf der Strecke Cottbus–Guben–Eisenhüttenstadt–Frankfurt zu erreichen.
Mit dem Auto ist er über die alte Strecke der B 97 beziehungsweise über die Autobahn 15/E 36 und die neue B 97 zu erreichen. Er liegt etwa 25 Kilometer nordöstlich von Cottbus.

## Geplanter Ausbau zum internationalen Frachtdrehkreuz
Der Airport sollte in den 2000er-Jahren – ähnlich dem Vorbild des Flughafens Frankfurt-Hahn – zu einem internationalen Frachtflughafen mit einer befestigten Landebahn von bis zu 3000 m ausgebaut werden. Zahlreiche potentielle Arbeitsplätze wurden in diesem Kontext in Aussicht gestellt. Allerdings scheiterten die Versuche, da sich mehrere Investoren aus den Verhandlungen zurückzogen. Die Pläne wurden schließlich vollends verworfen.

## Geschichte

### Bis 1945
Zwischen 1928 und 1929 wurde auf dem Gelände die ersten Einrichtungen zum Betrieb eines zivilen Flugplatzes errichtet.
Im Jahr 1937/38 wurde mit der Rodung des Waldes und dem Auftragen von Torf zur Herstellung einer tragfähigen Rasenfläche begonnen. Ab 1938 übernahm die Luftwaffe mit der Fl.H.Kdtr. Drewitz (Fliegerhorstkommandantur) den Platz. Im Jahr 1939 nahm man den Flugplatz als Arbeitsflugplatz für die Schule/FAR 41 (Flieger-Ausbildungs-Regiment 41), FFS A/B 41 (Flugzeugführerschule A/B 41) umbenannt in FFS A 41 und der FFS A/B 3 Guben in Betrieb. Im Jahr 1944 endete die Schülerausbildung und der Platz wurde durch aktive fliegende Einheiten belegt. So war von Januar bis Februar 1945 die III. Gruppe des Jagdgeschwaders 4 und im März 1945 die 9. Staffel des Jagdgeschwaders 6 hier stationiert. Am 30. Januar 1945 startete das letzte Flugzeug der Flugzeugführerschule nach Plauen. Am 22. April nahm die Rote Armee den Platz ein.

### DDR

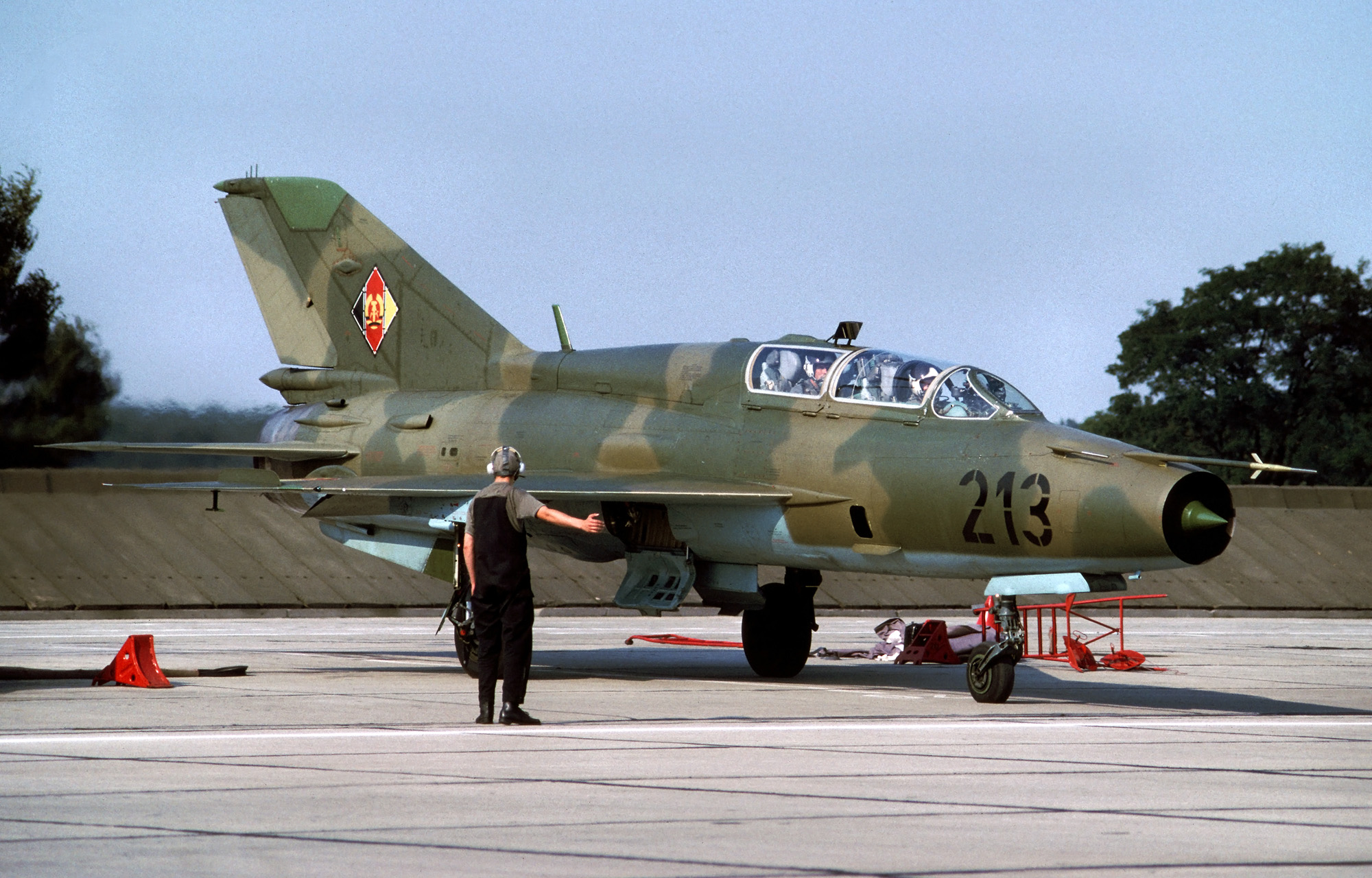
MiG-21UM der TAFS-87 in Drewitz (1990)

Nach dem Zweiten Weltkrieg schloss sich die Nutzung des Flugplatzes durch die sowjetische Militäradministration an. Ab 1951 erfolgten Planungen zu einem Ausbau als Flugplatz 2. Klasse für die Stationierung von IL-28-Bombern der 16. Luftarmee. Die Bauarbeiten begannen ein Jahr darauf.
Ab 1952 entstand nordöstlich von Jänschwalde der neue Ortsteil Jänschwalde-Ost. Dort lebten überwiegend Berufssoldaten und Angestellte des Militärflugplatzes. Während des aktiven Betriebs des Flugplatzes hatte der Ortsteil zeitweise rund 2000 Einwohner.
Ende Mai 1953 wurde der Platz durch den Aeroklub der DDR (KVP Luft) übernommen und fertiggestellt, teilweise unter dem Einsatz von Strafgefangenen. Am 26. September 1956 folgte die Übernahme als Militärflugplatz durch die Luftstreitkräfte der Nationalen Volksarmee der DDR, der Platz wurde in der NVA als Drewitz bezeichnet. Hier waren das Jagdfliegergeschwader 7 (JG-7) und ab 1971 auch das Jagdbombenfliegergeschwader 37 (JBG-37) stationiert. Das JG-7 wurde im Oktober 1989 im Rahmen der KSZE-Verhandlungen aufgelöst. Anschließend erfolgte die Aufstellung der Taktischen Aufklärungsfliegerstaffel 87 (TAFS-87). Am 25. September 1990 erfolgte der letzte Flugdienst der NVA.
Im Jahr 1989 besaß der Platz ein Funkfeuer vom sowjetischen Typ RSBN. In den beiden Anflugrichtungen standen jeweils zwei ungerichtete Funkfeuer (DDR-Terminologie: Fernfunkfeuer, Nahfunkfeuer) sowie das Landesystem PRMG zur Verfügung. Die Flugsicherung konnte ein Rundsichtradar und ein Präzisionsanflugradar nutzen. Das militärische Rufzeichen lautete REINHARD.

### 1990 bis zur Schließung des Flugplatzes
Durch die Wiedervereinigung übernahm die Luftwaffe der Bundeswehr den Flugplatz offiziell am 3. Oktober 1990. Am 8. April 1991 startete letztmals eine MiG-21bis/SAU von Drewitz zum Flugplatz Ingolstadt-Manching.
Im April 1992 begann mit der Gründung der Flughafen Süd-Brandenburg-Cottbus GmbH die zivile Nutzung des Platzes. Am 17. März landete die erste Sportmaschine aus den Niederlanden, eine PA-32. Etwas mehr als ein Jahr darauf, am 18. August 1993 wurde der Flugplatz für den zivilen Luftverkehr geöffnet. Die Eröffnung der Luftfahrerschule folgte am 2. März 1995.
Am 29. April 1995 landete das erste Flugzeug vom Typ Beechcraft King Air zur Eröffnung der in Cottbus stattfindenden Bundesgartenschau 1995. Etwa einen Monat darauf, am 4. Mai 1995, bekam die Betreibergesellschaft die Genehmigung zur Betriebsaufnahme des Verkehrslandeplatzes Cottbus-Drewitz.
Der erste Trainingsflug der Lufthansa am Flugplatz Cottbus-Drewitz erfolgte mit dem Airbus A320 „Cottbus“ am 26. September 1995. In den folgenden Jahren wurden regelmäßig Ausbildungsflüge von bekannten Fluggesellschaften in Cottbus-Drewitz durchgeführt, darunter die ehemaligen Gesellschaften Air Berlin sowie Germania.
Die Daten des Verkehrslandeplatzes wurden am 15. Februar 1996 im Luftfahrthandbuch veröffentlicht, die Befeuerungsanlage wurde am 28. November desselben Jahres eingeweiht.
Der neue Tower wurde im April 2000 in Betrieb genommen, im September des Folgejahres war der Baubeginn für das neue Terminal. Im September 2002 folgte die Betriebsaufnahme des Instrumentenflug-Verkehrs.
Am 22. Mai 2012 führte ein Airbus A400M der Deutschen Luftwaffe zur Erprobung Start- und Landeversuche auf einer Graspiste des Platzes durch.
Am Flugplatz Cottbus-Drewitz gab es neben der Flugschule ein kleines Museum mit zahlreichen Exponaten – überwiegend aus ehemaligen NVA-Beständen.
Ein Bistro befand sich im Terminal. Ein Teil des alten Militärflugplatzes wurde in der Vergangenheit für Airsoft-Turniere genutzt. Im Rahmen des Konjunkturpakets II (Abwrackprämie) wurden seit 2009 auf verschiedenen Freiflächen des Flugplatzes hunderte Fahrzeuge, die verschrottet werden sollten, zeitweilig abgestellt. Ab 2011 wurden großflächig Photovoltaik-Freiflächenanlagen auf dem Gelände errichtet.
Am 20. Juli 2015 gab das Amtsgericht Cottbus bekannt, dass für die Betreibergesellschaft das Insolvenzverfahren, vorläufig in Eigenregie, angeordnet wurde. Die Betonpiste wurde am 1. November 2015 wegen starker Schäden gesperrt und der Platz durfte danach nur mit vorhergehender Genehmigung (Prior Permission Required) angeflogen werden.
Im November 2019 wurde bekannt, dass der Flugplatz abermals den Eigentümer wechseln soll. Der Flugbetrieb soll aufgegeben und das Gelände zum Industriegebiet ohne Luftfahrtbezug umgewidmet werden. Dies mit dem Ziel, auf dem Areal Busse auf Elektroantriebe umzurüsten.
Am 31. Januar 2020 wurde der Flugbetrieb schließlich eingestellt. Als letztes Flugzeug verließ eine Cessna 172 den Flugplatz auf dem Luftweg. Das Bundesaufsichtsamt für Flugsicherung hat mit Wirkung zum 6. März 2021 alle IFR-Verfahren für Cottbus-Drewitz zurückgezogen.